# 핵원료 물질

경수로 내 ^{238}U와 ^{245}Cm 간의 교환 핵반응 흐름. 교환 핵반응 속도는 핵에 따라 크게 달라지며, 백분율은 총 교환 핵반응 및 붕괴와 관련이 있다. 원자로에서 연료를 제거한 후 붕괴를 통해 ^{238}Pu, ^{241}Pu, ^{242–244}Cm 등 반감기가 짧은 동위원소가 주를 이루게 되나, ^{245–248}Cm은 반감기가 길다.

핵원료 물질(Fertile material)은 중성자에 의해 바로 핵분열이 일어나지는 않지만, 중성자 흡수를 통해 핵분열 물질로 변화할 수 있는 물질이다.

## 자연적으로 발생하는 핵원료 물질
자연에 존재하는 핵원료 물질 중 원자로 내에서의 방사를 통해 핵분열 물질로 변화할 수 있는 물질은 다음과 같다.
- 토륨-232: 우라늄-233으로 변화
- 우라늄-234: 우라늄-235으로 변화
- 우라늄-238: 플루토늄-239으로 변화

원자로 내에서 생긴 인공 동위원소 중 중성자 1개 포획으로 핵분열 물질로 변화할 수 있는 물질은 다음과 같다.
- 플루토늄-238: 플루토늄-239으로 변화
- 플루토늄-240: 플루토늄-241으로 변화

일부 악티늄족 원소는 반감기가 길어 붕괴하지 않고 핵분열을 일으킬 수 있는 상태에 이르는 데 중성자가 2개 이상 필요하기도 하다.
- 플루토늄-242→아메리슘-243→퀴륨-244→퀴륨-245
- 우라늄-236→넵투늄-237→플루토늄-238→플루토늄-239
- 아메리슘-241→퀴륨-242→퀴륨-243 또는 플루토늄-238

이 원소들은 핵분열이 일어나기까지 중성자가 3개에서 4개 필요하고, 핵분열에서는 중성자가 2개에서 3개밖에 생겨나지 않으므로, 전체적으로 중성자의 수가 줄어들게 된다. 고속 중성자로에서는 핵분열이 일어나기까지 필요한 중성자가 줄어들고, 발생하는 중성자가 더 늘어나기도 한다.

## 핵원료 물질에서 핵분열 물질 생산
중성자 감속재가 거의 없는 고속 중성자로는 노심 주변을 핵원료 물질로 덮거나 특수하게 처리한 연료봉을 이용하는 방법으로 사용하는 핵원료 물질보다 발생하는 핵원료 물질이 더 많게끔 설정하여 증식 원자로로서 활용할 수 있다. 플루토늄-238, 플루토늄-240, 플루토늄-242가 핵원료 물질이므로, 이 원소를 핵분열시키지 못하는 열 중성자로보다 잔여 물질에 대한 염려가 적다. 우라늄-233이 플루토늄-239보다 더 핵분열이 잘 일어나므로, 열 중성자를 사용하는 증식로는 토륨 원전을 사용할 경우에만 실용적인 사용이 가능하다.

## 응용
제안된 응용 방법 중에는 원자력 추진 우주선에 사용할 핵분열 물질을 생산하는 우주의 시설 건설이 있다. 지구에서 우주의 시설로 핵원료 물질을 수송한 다음 우주에서 핵분열 물질로 변화시키는 방법으로, 지구에서 핵분열 물질을 운송할 때 발생하는 안전 문제를 원천적으로 없앨 수 있다.